# Сувалкское воеводство
Сувалкское воеводство (пол. województwo suwalskie) — существовавшее в Польше в период 1975—1998 годов как основные единицы административного деления страны. 
Одно из 49 воеводств Польши, которые были упразднены в итоге административной реформы 1998 года. Занимало площадь 10 490 км². В 1998 году насчитывало 489 200 жителей. Столицей воеводства являлся город Сувалки.
В 1999 году территория воеводства отошла большей частью к Подляскому воеводству и частью к Варминско-Мазурскому воеводству.

## Города
Города Сувалкского воеводства по числу жителей (по состоянию на 31 декабря 1998 года):
| 1. Сувалки (68 331) 2. Элк (56 208) 3. Гижицко (31 484) 4. Августов (30 162) 5. Пиш (19 571) 6. Олецко (16 657) 7. Голдап (13 858) 8. Венгожево (12 331) | 1. Ожиш (6131) 2. Сейны (6119) 3. Ручане-Нида (5442) 4. Бяла-Писка (4042) 5. Миколайки (3769) 6. Рын (3154) 7. Липск (2778) |

## Население
| Год       | 1975    | 1980    | 1985    | 1990    | 1995    | 1998    |
| Население | 414 700 | 422 600 | 449 000 | 470 600 | 485 600 | 489 200 |